# Brett Johnson
Brett Johnson (Pasadena, 16 de julho de 1982) é um roteirista norte-americano, conhecido pela participação na série Escape at Dannemora. Como reconhecimento, foi indicado ao Primetime Emmy Awards 2019.